# Одноударные согласные
Одноударные согласные, иначе флэпы, хлопающие согласные — один из видов согласных звуков, произносится единственным усилием артикуляционного органа.

## Разница с взрывами и дрожащими согласными
Основное отличие одноударных согласных от взрывных заключается в том, что произнесение одноударного согласного начинается не с нагнетания воздушного потока, а собственно с удара. Кроме того, после окончания артикуляции нет взрыва. В остальном одноударный согласный похож на краткий взрывной.
Одноударные согласные контрастируют и с дрожащими согласными, так как при произношении одноударных вибрации не происходит.

## Символы МФА
Ниже приведены символы, используемые для обозначения одноударных согласных в Международном фонетическом алфавите.
| МФА | Описание                             | Пример                        | Пример       | Пример     | Пример      |
| --- | ------------------------------------ | ----------------------------- | ------------ | ---------- | ----------- |
| МФА | Описание                             | Язык                          | В орфографии | МФА        | Значение    |
| ɾ   | Альвеолярный удар                    | североамериканский английский | latter       | [ˈlæ.ɾɚ]   | последующий |
| ɺ   | Альвеолярный латеральный одноударный | японский                      | ラーメン     | [ˈɺäː.mẽɴ] | рамэн       |
| ɽ   | Ретрофлексный удар                   | вальбири                      | dupa (?)     | /ɽupa/     | лесополоса  |
|     | Губно-зубной удар                    | каранг                        | vbara        | /ⱱara/     | животное    |

МФА рекомендует использовать бреве для гоморганных согласных.
Хлопки: в случае отсутствия отдельного символа для хлопка́ — использовать бреве ([ʀ̆] или [n̆]).

## Типы одноударных согласных

### Альвеолярные удары
В испанском имеется противопоставление альвеолярного одноударного дрожащему согласному: pero /peɾo/ «но» — perro /pero/ «собака». Среди германских языков такие аллофоны встречаются в американском английском, австралийском английском и нижненемецком. В первых двух альвеолярный одноударный является аллофоном /t/ в позиции между гласными («butter», «later», «fattest», «total»). В некоторых нижнесаксонских диалектах альвеолярный одноударный — аллофон стоящего между гласными /d/ или /t/: bäden /beeden/ → [ˈbeːɾn] «молиться, просить»; gah to Bedde! /gaa tou bede/ → [ˌɡɑːtoʊˈbeɾe] «идти в постель», Water /vaater/ → [ˈvɑːɾɜ] «вода», Vadder /fater/ → [ˈfaɾɜ] «отец». В некоторых диалектах результатом аллофонии стал подъём до /r/; bären [ˈbeːrn], to Berre [toʊˈbere], Warer [ˈvɑːrɜ], Varrer [ˈfarɜ]. В некоторых нижнесаксонских диалектах это явление затрагивает как /t/, так и /d/, в других — только /d/. Кроме нижнесаксонского, это происходит в португальском, корейском и австронезийских языках со звуком /r/.

### Ретрофлексные одноударные
В большинстве индоарийских и дравидийских языков имеется хотя бы один ретрофлексный одноударный согласный. В хинди их три: простой ретрофлексный одноударный ([bɐɽɑː] большой), придыхательный ретрофлексный одноударный ([koɽʱiː] проказа) и ретрофлексный назализованный одноударный в хиндизированном чтении санскритского ([mɐɽ̃i] рубин).
Ретрофлексные одноударные согласные часты в диалектах норвежского языка и некоторых диалектах шведского.

### Боковые одноударные
Боковые одноударные согласные, скорее всего, намного более распространённые звуки, чем может показаться. Во многих африканских, азиатских и океанийских языках нет отличия между звуками [r] и [l], обычно средний между ними звук — боковой одноударный, но европейские лингвисты его игнорируют, так как в их языках он встречается редко.
Так как во многих из вышеуказанных языков отсутствует контраст между боковыми и центральными согласными, даже нейтральная артикуляция может выглядеть боковой, например, [ɺ] или [l], или центральной ([ɾ]). Считается, что именно так обстоят дела в японском.
В австралийском языке ивайдя есть как альвеолярные, так и ретрофлексные одноударные согласные, а также, возможно, палатализованный боковой одноударный согласный. (Последний довольно редок и может оказаться просто палатализованным альвеолярным боковым одноударным согласным, а не отдельной фонемой.) Они контрастируют и с боковыми аппроксимантами на тех же позициях, и с центральным ретрофлексным одноударным [ɽ], альвеолярным дрожащим [r] и ретрофлексным аппроксимантом [ɻ].
Заднеязычный боковой одноударный согласный имеется в нескольких языках Новой Гвинеи в качестве аллофона.
У ретрофлексного бокового одноударного согласного нет символа в МФА, но имеется специализированный символ, созданный на основе альвеолярного одноударного:
Подобные производные символы набирают популярность вместе с распространением программного обеспечения для редактирования шрифтов. Следует заметить, что для данного символа нет не только обозначения в МФА, но и места в кодировке Unicode. Ретрофлексный боковой одноударный согласный можно записать в совместимом с Unicode виде как альвеолярный боковой одноударный [ɺ] с комбинируемым диакритическим знаком: [ɺ̢].
Палатальный и заднеязычный боковые удары также могут быть отображены с помощью диакритических знаков: [ʎ̮], [ʟ̆].

### Неротические одноударные согласные
Единственный распространённый не р-образный одноударный — губно-зубной одноударный согласный, встречающийся в языках центральной Африки (например, в марги). В 2005 году МФА добавила для него знак в виде буквы v с правым крюком:
Он поддерживается некоторыми шрифтами: [ⱱ]. Ранее вместо него использовали диакритический бреве [v̆] или другие комбинируемые символы.
Прочие одноударные согласные встречаются намного реже. Примерами могут быть:
- губно-губной одноударный согласный из языков банда (часто бывает аллофоном губно-зубного одноударного согласного),
- заднеязычный боковой одноударный согласный (аллофон) в трансновогвинейских языках каните и мельпа[англ.]. Эти звуки обычно транскрибируются с помощью бреве ([w̆, ʟ̆]).

Следует отметить, что центральный заднеязычный одноударный согласный невозможно произнести.